# Coraima Torres
Coraima Alejandra Torres Díaz (Valencia, Venezuela, 6 de junio de 1973) es una actriz venezolana, reconocida por su aparición en varias telenovelas y películas, tanto en Venezuela como en Colombia.

## Carrera
Tras aparecer en algunas telenovelas venezolanas como Gardenia y Kassandra, Torres empezó a aparecer en producciones peruanas, argentinas y colombianas. 
Desde mediados de la primera década del siglo XXI, su presencia en la televisión colombiana se hizo más evidente, registrando apariciones en producciones para televisión como Lorena, El último matrimonio feliz y La Pola, y protagonizando la película de Lisandro Duque Naranjo Los actores del conflicto al lado de Vicente Luna, Fabio Rubiano y Mario Duarte.
En la segunda década del siglo XXI, registró apariciones en telenovelas como 5 viudas sueltas, Mi familia perfecta y La ley del corazón 2. 
En 2019 se anunció que integraría el elenco de la serie El señor de los cielos. En 2022, se integra al inicio de la telenovela histórica de Caracol, Las Villamizar. En octubre del mismo año anuncia su divorcio de Nicolás Montero, tras 25 años como pareja.
En 2023 regresa a la gran pantalla con la película Amor en el aire, una comedia romantica del director Carlos Daniel Malavé. En 2024, regresa a Venezuela para participar en el reality show Malas Mujeres de Hispanomedios.

## Filmografía

### Telenovelas y series
| Año       | Título                     | Personaje                           | Emisora            |
| --------- | -------------------------- | ----------------------------------- | ------------------ |
| 2024      | Igra sudbine               | Casandra                            | Prva TV (Serbia)   |
| 2022      | Las Villamizar             | Beatriz Montero de Villamizar       | Caracol            |
| 2021-2022 | Enfermeras                 | Renata Vargas                       | RCN                |
| 2021      | Lala's Spa                 | María Claudia                       | RCN                |
| 2019      | Jack Ryan 2                | Claudia Reyes                       | Prime Video        |
| 2019-2020 | El señor de los cielos     | Rita Peña                           | Telemundo          |
| 2019      | La ley del corazón 2       | Marisela                            | RCN                |
| 2018      | Mi familia perfecta        | Amparo de Vélez                     | Telemundo          |
| 2016      | Sala de urgencias 2        | María Quintero                      | RCN                |
| 2013-2014 | 5 viudas sueltas           | Virginia Mazuera                    | Caracol            |
| 2011      | Confidencial               | Alejandra                           | Caracol            |
| 2010-2011 | La Pola                    | Mariana Ríos                        | RCN                |
| 2010      | Salvador de mujeres        | Ana                                 | Venevisión         |
| 2008      | Mujeres asesinas           | Carmen, Honrada                     | RCN                |
| 2008-2009 | El último matrimonio feliz | Camila Andrade                      | RCN                |
| 2005-2006 | Lorena                     | Lorena Morantes                     | RCN                |
| 2004      | Amor del bueno             | Mónica Lezama                       | Venevisión         |
| 2001-2002 | Soledad                    | Soledad Díaz Castillo               | América Televisión |
| 2000      | Amor latino                | Rosita «Rosi» Reyes-Villegas        | Azul Televisión    |
| 1999-2000 | María Emilia, querida      | María Emilia Pardo-Figueroa         | América Televisión |
| 1997-1998 | Cambio de piel             | Daniella Martínez/Victoria Guerrero | RCTV               |
| 1996      | Géminis                    | Eugenia de González                 | RCTV               |
| 1995      | Sueños y espejos           | Mariana Bernal                      | RCTV               |
| 1994      | Compuesta y sin novio      | Ivonne (Capítulos 10-11-12-13)      | Antena 3           |
| 1993-1994 | Dulce ilusión              | Dulce María                         | RCTV               |
| 1992-1993 | Kassandra                  | Andreína Arocha/ Kassandra          | RCTV               |
| 1990      | Gardenia                   | Lucía Montiel                       | RCTV               |
| 1989      | Alondra                    |                                     | RCTV               |

### Películas
| Año  | Título                     | Personaje                        |
| ---- | -------------------------- | -------------------------------- |
| 2023 | Amor en el aire            | Mariana                          |
| 2019 | Juan Apóstol, el más amado | María De Betania                 |
| 2008 | Los actores del conflicto  | Tamara Lovera/Guerrillera Ofelia |

### Programas de tv y reality
| Año  | Título        | Rol/Personaje | Canal     |
| ---- | ------------- | ------------- | --------- |
| 2024 | Malas mujeres | Ella misma    | HispanoTV |